# Sajómercse, Borsod-Abaúj-Zemplén
Sajómercse este un sat în districtul Putnok, județul Borsod-Abaúj-Zemplén, Ungaria, având o populație de 227 de locuitori (2011). 

## Demografie
Componența etnică a satului Sajómercse
     Maghiari (95,1%)
     Romi (2,94%)
     Ruși (1,96%)
Componența confesională a satului Sajómercse
     Romano-catolici (76,65%)
     Reformați (5,73%)
     Fără religie (3,52%)
     Necunoscută (14,1%)
Conform recensământului din 2011, satul Sajómercse avea 227 de locuitori. Din punct de vedere etnic, majoritatea locuitorilor (95,1%) erau maghiari, existând și minorități de romi (2,94%) și ruși (1,96%).  Din punct de vedere confesional, majoritatea locuitorilor (76,65%) erau romano-catolici, existând și minorități de reformați (5,73%) și persoane fără religie (3,52%). Pentru 14,1% din locuitori nu este cunoscută apartenența confesională.